# Dublê

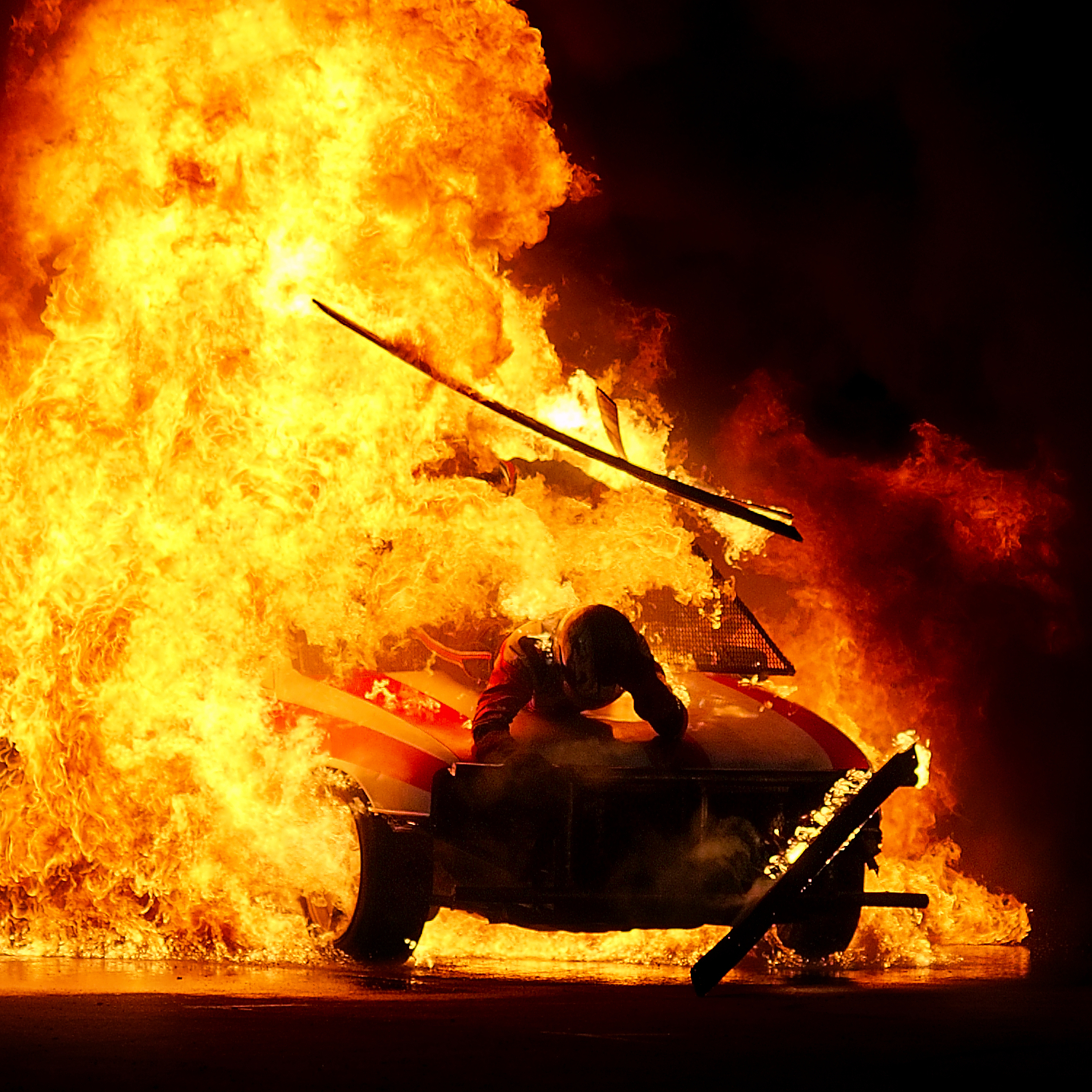
Dublê em chamas durante uma exposição de acrobacias pirotécnicas da Giant Auto Rodéo, em Ciney, na Bélgica.

Dublê é um ator que substitui outros atores em várias situações de perigo. Os Dublês são muito bem preparados pois lidam com o perigo real e iminente.Vava Andrade foi um Dublê brasileiro de bastante expoência no mercado internacional, atuando em franquias famosas como " 007 " da EON Productions, a franquia fez 25 filmes até hoje nesse segmento, reunindo os melhores e mais bem preparados Dublês do Mundo.